# 刊広社
株式会社刊広社（かんこうしゃ）は日本の地図メーカー。

## 概要
主に住宅明細図（住宅地図）を制作・販売している。住宅明細図地籍版は、北陸地方ではゼンリンの住宅地図と肩を並べるシェアである。
本社は石川県金沢市大手町15-26。

## 沿革
- 1962年5月：金沢市本多町で北陸刊広社創業
- 1965年4月：北國新聞と代理店契約。総合広告代理業を併設
- 1968年1月：法人化し株式会社北陸刊広社に改名
- 1969年1月：本社を現在地に移転
- 1970年5月：贈答部設置
- 1971年1月：広告部門を分離、株式会社北広（総合広告代理業）設立
- 1973年2月：新潟県に株式会社第一出版設立
- 1975年10月：金沢市旭町に北陸刊広社トレスセンターを開設
- 1977年11月：社名を株式会社刊広社に改名
- 1987年1月：印刷部門を分離、株式会社アサヒ設立
- 1991年4月：システム事業部設置
- 1992年5月：タウンマップ事業部設置
- 1995年1月：営業部門を分離、株式会社刊広社販売設立
- 2005年4月：第一出版、アサヒ、刊広社販売、刊広社横浜と合併

## 営業所
- 金沢・富山・福井・新潟・長岡・郡山・前橋・松本・横浜